# 열 일곱살의 쿠테타
"열 일곱살의 쿠테타"는 한국에서 제작된 김성홍 감독의 1991년 드라마, 멜로/로맨스 영화이다. 이종원 등이 주연으로 출연하였고 황기성 등이 제작에 참여하였다.

## 출연

### 주연
- 이종원
- 이주희
- 노주현

### 조연
- 김상우
- 윤현수
- 박인환
- 안해숙
- 윤다훈
- 김정훈

## 기타
- 제작지휘: 박용빈
- 제작부장: 황경성
- 조명: 김진도
- 스틸: 윤진호
- 조감독: 김의석
- 녹음: 강대성
- 광고디자인: 송영진
- 효과: 양대호